# Neolophonotus efflatouni
Neolophonotus efflatouni är en tvåvingeart som beskrevs av Jason Gilbert Hayden Londt 1987. Neolophonotus efflatouni ingår i släktet Neolophonotus och familjen rovflugor.
Artens utbredningsområde är Egypten. Inga underarter finns listade i Catalogue of Life.